# Luka Sinđić
Luka Sinđić (Kirin Serbia: Лука Синђић; sinh ngày 2 tháng 8 năm 1988) là một tiền vệ bóng đá Serbia, thi đấu cho ČSK Čelarevo, mượn từ Vojvodina.